# (4460) Bihoro
(4460) Bihoro (1990 DS) – planetoida z grupy pasa głównego asteroid okrążająca Słońce w ciągu 5,01 lat w średniej odległości 2,93 j.a. Odkryta 28 lutego 1990 roku.